# Педро Кері
Педро Мігель Фангейру де Сан-Пайо Карі, більш відомий як Педро Кері (нар. 10 травня 1984 року, Фару) — португальський футзаліст, чемпіон Європи у складі національної збірної Португалії 2018 року.

## Досягнення

### Клубні
- Чемпіонат Португалії: 2010-2011, 2012-2013, 2013-2014, 2015-2016, 2016-2017, 2017-2018
- Кубок Португалії: 2009-2010, 2010-2011, 2012-2013, 2015-2016, 2017-2018, 2018-2019
- Ліга чемпіонів УЄФА: 2018-2019

### Національні
- Чемпіонат Європи: 2018